# Cap Anglais
Le cap Anglais est un rempart montagneux de l'île de La Réunion, département et région d'outre-mer français dans le sud-ouest de l'océan Indien. Partie du massif du Piton des Neiges, il constitue une section de l'à-pic séparant la forêt de Bébour du cirque naturel de Salazie, dont il surplombe le sud-est. Haut de plusieurs centaines de mètres, il marque par ailleurs la frontière entre les communes de Salazie au nord-ouest et de Saint-Benoît au sud-est. Il relève en outre du parc national de La Réunion.
Le cap Anglais aurait été baptisé de la sorte à la suite d'une mésaventure arrivée dans le rempart à un touriste anglais trop intrépide qui au XIXe siècle s'était risqué à le descendre contre l'avis des Créoles qui l'accompagnaient.
Il est aujourd'hui escaladé par un petit sentier de randonnée escarpé muni d'échelles dans les portions les plus abruptes. Celui-ci relie l'îlet d'Hell-Bourg, dans le cirque, au GR R1, un sentier de grande randonnée qui longe quant à lui le bord du rempart en desservant la caverne Mussard, à proximité. Le sentier débute à 1 100 mètres d'altitude au village d'Hell-bourg et se termine à 2 100 m d'altitude au cap Anglais sur une distance d'environ 4 kilomètres. Il faut environ 3 heures pour gravir le cap Anglais.